# نجا كورزية
نجا كورزية (الاسم العلمي:Najas kurziana) هي نوع من النباتات تتبع جنس النجا من فصيلة الحب المائية.